# Crise separatista nos Camarões
Crise separatista nos Camarões ou crise anglófona nos Camarões é um conflito nas regiões anglófonas dos Camarões, com os separatistas lutando contra o governo dos Camarões pela independência das regiões noroeste e sudoeste dos Camarões, onde vive a minoria anglófona do país A crise teve início em outubro de 2016 com manifestações, greves e "cidades fantasmas", mas acabariam se agravando para confrontos armados após dura repressão do governo.
O conflito causou a morte de mais de 6.000 civis, enquanto que 765.000 tornaram-se refugiados, internos e externos, escapando principalmente para a Nigéria. Tem sido marcado por uma forte repressão governamental, que a oposição acusa de conduzir prisões arbitrárias, torturas e atribuir condenações sem julgamento.

## Protestos
Em outubro de 2016 uma série de protestos tiveram início após a nomeação de juízes francófonos em áreas de língua inglesa da República dos Camarões; esses protestos ocorreram em duas regiões majoritariamente anglófonas: a Região Noroeste e a Região Sudoeste. Em 23 de novembro de 2016, foi relatado que pelo menos duas pessoas foram mortas e 100 manifestantes foram presos em Bamenda, uma cidade da Região Noroeste.
A partir de 17 de janeiro de 2017, surgiram relatos de que um bloqueio na internet havia sido implementado nas principais cidades das regiões Noroeste e Sudoeste dos Camarões; com muitos suspeitando que seria uma manobra do governo para desorganizar e acabar com os protestos anglófonos.
Em 22 de setembro de 2017, milhares de manifestantes saíram às ruas exigindo a independência total. Em Buea, a capital dos Camarões do Sul, os secessionistas retiraram a bandeira nacional de uma delegacia de polícia e hastearam a bandeira azul de listras brancas da Ambazônia enquanto crianças pintaram o rosto de azul e branco para representar o território e cantaram "we want freedom" ("queremos liberdade"). Cerca de oito pessoas foram mortas, com fotos que circularam nas redes sociais.
Em 1 de outubro, os camaroneses anglófonos declararam independência dos Camarões francófonos. Marchas pacíficas ocorreram nas ruas das regiões anglófonas e os protestos ocorreram em várias cidades: Buea, Bamenda, Kumba, Kumbo e Mamfe. Os manifestantes levaram folhas para simbolizar a liberdade e cantaram músicas enquanto celebravam sua independência. No dia seguinte, 2 de outubro, a Amnistia Internacional informou que pelo menos 17 pessoas morreram em confrontos militares.

## Declaração de guerra
Em 9 de setembro de 2017, o Conselho de Defesa da Ambazônia (em inglês:  Ambazonia Defense Council, ADC) implantou as Forças de Defesa da Ambazônia (em inglês:  Ambazonia Defence Forces, ADF) nos Camarões do Sul. O líder do grupo Benedict Kuah declarou formalmente guerra ao governo dos Camarões e o lançamento de operações de combate para alcançar a independência da Federação da Ambazônia. O Conselho de Defesa da Ambazônia declarou:
"O estado de guerra que foi declarado sobre o estado da Ambazônia pelo governo colonial ilegítimo e brutal de La Republique du Cameroun está por este meio comprometendo na autodefesa e pela libertação da Federação da Ambazônia dos abusos sistemáticos dos direitos humanos e a anexação ilegal sem um tratado de união".

## Estratégia militar
O Exército dos Camarões trava uma guerra de contra-insurgência, com o objetivo de atingir a base de apoio dos separatistas. Isso inclui incendiar casas onde armas são encontradas e, de acordo com moradores locais (porém negado pelo exército), realizando ataques de vingança.
Os separatistas ambazonianos travam uma guerra de guerrilha. Numerosa e materialmente inferiores ao Exército dos Camarões realizam ataques de "bater e correr", emboscadas e raides. De acordo com a Forças de Defesa da Ambazônia, em junho de 2018 havia 1.500 soldados do grupo, espalhados por vinte campos em todo os Camarões anglófonos.

## Violência

### Camarões
Há evidências fotográficas que mostram uma política consistente de incendiar aldeias. O exército alegou que os soldados que foram filmados eram separatistas usando uniformes roubados do exército dos Camarões, uma alegação que foi negada pelos moradores locais. Imagens de satélite mostram grandes danos nas aldeias. Os jornalistas foram impedidos de entrar nas zonas de conflito e os soldados foram proibidos de transportar telefones celulares.

### Ambazônia
No final de 2017, os separatistas declararam um boicote escolar e atacaram e incendiaram escolas que se recusaram a fechar. Entre fevereiro de 2017 e maio de 2018, pelo menos 42 escolas foram atingidas.

## Consequências humanitárias
Em janeiro de 2018, 15.000 pessoas haviam fugido dos Camarões anglófonos para a Nigéria.  Esse número aumentou para pelo menos 40.000 pessoas até fevereiro.
Segundo um relatório do International Crisis Group, até fevereiro de 2022 pelo menos 6.000 pessoas foram mortas no conflito, enquanto que 765.000 se tornaram refugiados internos e externos, especialmente na Nigéria.

## Baixas
No final de junho de 2018, o governo camaronês alegou que mais de 120 soldados e policiais haviam morrido desde o início do conflito.